# Osiedle Darzybór
Osiedle Darzybór – modelowe, pilotażowe osiedle socjalne zlokalizowane w Poznaniu, w części Darzybór (Nowe Miasto). Projekt budowy jednostki jest realizowany z aktywnym udziałem osób wykluczonych społecznie na wszystkich etapach, od planowania do wykonania.

## Historia
W 2002 miasto Poznań przekazało 5 hektarów ziemi Fundacji Pomocy Wzajemnej "Barka" celem stworzenia osiedla socjalnego. Prace nad budową pierwszego etapu zakończono w pierwszym kwartale 2006 (w trzech częściach budowę sfinansowały miasto, fundacja oraz Ministerstwo Pracy i Polityki Społecznej, mimo że planowano zebrać te fundusze w drodze zbiórki w Polsce i poza jej granicami). 

## Architektura i urbanistyka
Na osiedle składają się cztery parterowe (łatwy dostęp dla osób niepełnosprawnych) domy socjalne zaprojektowane na rzucie litery L, po dwa naprzeciw siebie (32 gospodarstwa domowe). W każdym zlokalizowane jest osiem mieszkań (od 33,2 do 48 m²). Na dziedzińcach wydzielono miejsce na place zabaw dziecięcych. Pojedynczy obiekt w technice panelowej wznoszono w czasie 1-1,5 miesiąca, a system ten umożliwiał budowę nawet osobom niewykwalifikowanym. Projekt był znacznie obszerniejszy i zakładał budowę osiedla na sto rodzin, czyli około 400-500 osób. Miał być zrealizowany w trzech etapach w terminie pięcioletnim. Lokale rozdysponowano dla rodzin znajdujących się w bardzo trudnej sytuacji i dla rodzin podopiecznych fundacji Barka uczestniczących w jej programach. Z zasady lokale miały mieć charakter przejściowy – maksymalnie trzy lata zamieszkiwania. W tym czasie rodziny miały uzyskać samodzielność materialną i społeczną. Umowę najmu odnawia się rokrocznie, a warunkiem z korzystania z osiedla jest uczestnictwo w programach aktywizacyjnych oraz terminowość w regulowaniu wszelkich opłat. 
Urbanistycznie mieszkania miały zostać przestrzennie połączone z dziedzińcami, co wpłynąć miało na integrację lokalnej społeczności i generowanie wzajemnych relacji. Temu samemu celowi służyć miało przeszklenie ścian od strony dziedzińców. Powołano również Stowarzyszenie Mieszkańców Osiedla Darzybór. 

## Sytuacja społeczna
W praktyce osiedle zamieszkują w większości rodziny z dziećmi, doświadczone problemem niepełnosprawności jednego lub więcej członków. Zdecydowana większość mieszkańców korzysta z pomocy Miejskiego Ośrodka Pomocy Rodzinie w Poznaniu. W 2010 przeprowadzono na osiedlu badania społeczne, które wykazały, że w większości rodziny zajmują lokale od czterech lat, a więc dłużej niż zakładano. Dostrzeżono też silny, antagonistyczny podział na mieszkańców segmentów A i B oraz C i D (w C i D zamieszkiwać mieli ludzie pracujący, a w pozostałych dwóch osoby z różnorakimi problemami). Również układ osiedla i przeszklenie ścian, a więc koncepcja urbanistyczna, nie przyniosły pożądanego rezultatu – zamiast integracji ludzie czuli się skrępowani takim rozwiązaniem przestrzennym. Położenie osiedla na peryferiach miasta, według niektórych mieszkańców uniemożliwia skuteczne uczestniczenie w życiu społecznym i kulturalnym metropolii. Z budowlanego punktu widzenia osiedle posiadało liczne wady – przede wszystkim w zakresie niskiej jakości materiałów i niestaranności wykonania.
W odpowiedzi na zdiagnozowane problemy instytucje i organizacje prowadzące swoje działania na terenie osiedla, zaczęły współpracować w celu minimalizacji negatywnych stereotypów, realizacji programów integracyjnych i poprawy infrastruktury społecznej. 
W 2008 na terenie osiedla działały dwie spółdzielnie socjalne.